# Yigoga etoliae
Yigoga etoliae är en fjärilsart som beskrevs av Claude Dufay 1983. Yigoga etoliae ingår i släktet Yigoga och familjen nattflyn. Inga underarter finns listade i Catalogue of Life.